# NGC 271
NGC 271 je galaksija u zviježđu Kit.

## Vanjske poveznice
- SEDS: NGC 0271